# Нёнь
Нёнь — река в России, протекает в Юсьвинском районе Пермского края. Устье реки находится в 21 км по правому берегу реки Исыл. Длина реки составляет 16 км.
Исток реки на Верхнекамской возвышенности в 16 км к северо-востоку от села Тимино. Река течёт на юго-запад, затем на юг, всё течение проходит по ненаселённому лесу. В верховьях покинутая деревня Верх-Нёнь. Впадает в Исыл в 5 км к востоку от деревни Деревенькино.

## Данные водного реестра
По данным государственного водного реестра России, относится к Камскому бассейновому округу, водохозяйственный участок реки — Кама от города Березники до Камского гидроузла, без реки Косьва (от истока до Широковского гидроузла), Чусовая и Сылва, речной подбассейн реки — бассейны притоков Камы до впадения Белой. Речной бассейн реки — Кама.
По данным геоинформационной системы водохозяйственного районирования территории РФ, подготовленной Федеральным агентством водных ресурсов:
- Код водного объекта в государственном водном реестре — 10010100912111100008380
- Код по гидрологической изученности (ГИ) — 111100838
- Код бассейна — 10.01.01.009
- Номер тома по ГИ — 11
- Выпуск по ГИ — 1